# Eucommia
Eucommia és un gènere de petita arbres actualment són plantes natives de la Xina, però el registre fòssil inclou una distribució molt més àmplia que abastava fins a mitjans del Plistocè també el nord-oest de la regió mediterrània incloent els Països Catalans. L'única espècie que viu actualment és Eucommia ulmoides, la qual està gairebé amenaçada en estat silvestre però que es cultiva a la Xina per la seva escorça molt valorada en la medicina tradicional xinesa.

## Descripció
Els arbres actuals del gènere Eucommia fan fins a 15 m d'alt. Les fulles són caducifòlies, disposades laternadament, simples ovades amb la punta acuminada, fan de 8 a 16 cm de llargada i tenen el marge serrat. La fulla presenta un làtex que en solidificar-se es converteix en una goma. Floreix de març a maig amb flors petites verdoses i poc vistoses. Els fruits maduren entre juny i novembre i són samares alades similars a la dels oms. Els fruits fan de 2 a 3 cm de llargada els d'espècies extintes eren un poc més petits
.

## Taxonomia
Eucommia actualment es considerava dins un ordre separat, els Eucommiales.
- Eucommia
  - †Eucommia constans (Miocè-Pliocè; Mèxic)
  - †Eucommia eocenica (Eocè mitjà; Mississipi)
  - †Eucommia europaea (Oligocè; Europa)
  - †Eucommia jeffersonensis (Eocè tardà; Oregon)
  - †Eucommia montana (Eocè; Oest d'Amèrica del Nord)
  - †Eucommia rolandii (Eocè; Mississippi i British Columbia)
  - Eucommia ulmoides (Viu actualment, Xina central i de l'Est)

## Distribució
E. ulmoides és nativa de zones forestals a turons i muntanyes de l'est i centre de la Xina, potser ja està extint en estat silvestre. E. ulmoides també es planta ocasionalment en jardins botànics i altres jardins a Europa, Amèrica del Nord i altres llocs és d'interès perquè és un arbre productor de goma tolerant al fred (com a mínim fins -30 °C). Les espècies d'Eucommia s'han trobat en jaciments de lignit de 10–35 milions d'anys d'antiguitat a Europa central i en nombrosos llocs amb fòssils d'Àsia. 5 espècies fòssils s'han descrit a Amèrica del Nord.

## Usos
És una de les 50 plantes fonamentals de l'herbologia tradicional xinesa, ons'anomena dùzhòng ((xinès)).